# Laura Räty
Laura Kaarina Räty, född Ämmälä 14 september 1977 i Äänekoski, är en finländsk samlingspartistisk politiker. Hon var Finlands social- och hälsovårdsminister mellan 2014 och 2015.
Räty var Helsingfors biträdande stadsdirektör med ansvar för social- och hälsovård från 2011 till 2016. Under tiden som minister var hon tjänstledig från den posten.